# Energetický regulační úřad
Energetický regulační úřad (ERÚ) je ústředním orgánem státní správy České republiky, který byl zřízen dnem 1. ledna 2001 energetickým zákonem jako správní úřad pro výkon regulace v energetice. 
Sídlem úřadu je Jihlava, dislokovaná pracoviště úřadu jsou v Ostravě a v Praze. Úřad řídí pětičlenná Rada Energetického regulačního úřadu, členy Rady jmenuje a odvolává vláda České republiky na dobu 5 let. Každý rok je jmenován jeden člen Rady. V čele Rady stojí její předseda, kterým je od 1. ledna 2025 Jan Šefránek. 

## Působnost
Energetický regulační úřad je „dalším ústředním orgánem státní správy“ se samostatnou kapitolou státního rozpočtu. Úkolem úřadu je výkon regulace v energetických odvětvích České republiky, jehož objem kontinuálně roste, v souvislosti s transformací energetiky. ERÚ regulaci vykonává zejména následujícími způsoby:
- regulace cen, konkrétně regulované složky cen energií (ERÚ k nim každoročně vydává cenové výměry),
- podpora využívání obnovitelných a druhotných zdrojů energie a kombinované výroby elektřiny a tepla,
- ochrana zájmů zákazníků a spotřebitelů (poradenství, mimosoudní řešení sporů, osvěta, provozování srovnávače nabídek dodavatelů elektřiny a plynu),
- udělování licencí  podnikatelům v energetických odvětvích,
- registrace zprostředkovatelů v energetických odvětvích,
- registrace energetických společenství a společenství pro obnovitelné zdroje,
- ochrana oprávněných zájmů držitelů licencí,
- šetření týkající se fungování trhů s elektřinou nebo plynem,
- spolupráce s Úřadem na ochranu hospodářské soutěže,
- podpora hospodářské soutěže v energetických odvětvích,
- výkon dohledu nad trhy v energetických odvětvích.

Spotřebitelé se mohou na pracovníky ERÚ obrátit, pokud řeší problém s dodavatelem energií. V roce 2024 úřad přijal 9 673 neformálních podání, tedy nejrůznějších dotazů, stížností, nebo žádostí o pomoc či radu, a 622 návrhů na mimosoudní řešení sporu s dodavatelem či zprostředkovatelem. Počet návrhů v letech po energetické krizi výrazně vzrostl – v roce 2021 jich bylo 138, tedy čtyřiapůlkrát méně . 
Přestože ERÚ může přímo ovlivnit pouze tzv. regulovanou část ceny energií , zaměřuje se i na neregulovanou, obchodní složku ceny. Nejvhodnějšího dodavatele elektřiny či plynu si spotřebitelé mohou vybrat v jeho srovnávači , kromě toho na svých webových stránkách a sociálních sítích přináší rady, jak na změnu dodavatele, kterak nenaletět energošmejdům a podobně. 
V roce 2022 přešli pod dozor ERÚ zprostředkovatelé v energetických odvětvích, od 1. července 2022 je možné tuto činnost vykonávat pouze na základě registrace od ERÚ. Registr zprostředkovatelů je k dispozici na stránkách úřadu.
V souvislosti s vládní reakcí na energetickou krizi byl ERÚ v roce 2022 pověřen správou odvodu z nadměrných příjmů výrobců elektřiny a kontrolou vyplácených kompenzací dodavatelům. 
ERÚ se rovněž výraznou měrou podílel na rozjezdu a nadále se podílí na rozvoji komunitní energetiky. Zákonné změny uvedl do praxe novelizací svých vyhlášek, energetická společenství a společenství pro obnovitelné zdroje se registrují přímo u úřadu .  

## Struktura

### Předsedové úřadu před ustavením Rady ERÚ
Toto je seznam předsedů úřadu, kteří stáli v čele úřadu do nahrazení Radou 1. srpna 2017.
| Pořadí          | Osoba           | Funkční období                    |
| --------------- | --------------- | --------------------------------- |
| 1.              | Jana Novotná    | 1. ledna 2001 – 7. února 2001     |
| pověřen řízením | Pavel Prouza    | 8. února 2001 – 21. března 2001   |
| 2.              | Pavel Brychta   | 22. března 2001 – 31. srpna 2004  |
| 3.              | Josef Fiřt      | 1. září 2004 – 4. července 2011   |
| 4.              | Alena Vitásková | 1. srpna 2011 – 31. července 2017 |

### Seznam předsedů Rady ERÚ
Toto je seznam předsedů Rady Energetického regulačního úřadu, která nahradila předsedu úřadu od 1. srpna 2017.
| 1. | Vladimír Outrata    | 1. srpna 2017 – 31. července 2018     |
| 2. | Vratislav Košťál    | 1. srpna 2018 – 30. listopadu 2018    |
| 3. | Jan Pokorný         | 1. května 2019 – 30. července 2019    |
| 4. | Stanislav Trávníček | 30. července 2019 – 31. prosince 2024 |
| 5. | Jan Šefránek        | od 1. ledna 2025                      |

## Kritika
Podle bývalého předsedy vlády České republiky Mirka Topolánka „Energetický regulační úřad má ohromný rozsah pravomocí, je významným tvůrcem či spolutvůrcem legislativy, ale nevykazuje žádné výsledky.“ a jde o „neodvolatelné a nikomu neodpovídající ministerstvo energetiky“. Dále podle Topolánka „ERÚ odpovídá za legislativu, která umožnila prudký rozvoj fotovoltaických elektráren, v jehož důsledku hrozí významné zdražení elektřiny.“ Předseda úřadu Josef Fiřt reagoval, že úřad jedná v souladu se zákonem.
Fakt, že ERÚ může konat pouze v souladu se svými zákonnými kompetencemi, zástupci úřadu zdůrazňovali také po pádu dodavatele Bohemia Energy, kterému však úřad nemohl nijak zabránit, neboť nemůže zasahovat do obchodní strategie jednotlivých obchodníků. Zároveň v roce 2021 neměl žádné prostředky k tomu, aby zjistil, jak mají dodavatelé zajištěné dodávky energií pro své klienty.  Až v souvislosti s novelou energetického zákona známou jako Lex OZE III dostali obchodníci povinnost úřadu reportovat podíl elektřiny a plynu nakoupené pro své zákazníky se zafixovanými cenami, který bude ERÚ nově zveřejňovat. Novela úřadu přináší také další kompetence. 